# André Bazin
André Bazin (n. 18 aprilie 1918, Angers, Franța — d. 11 noiembrie 1958, Nogent-sur-Marne, Franța) a fost un critic și teoretician de film francez. Este recunoscut drept unul dintre cei mai influenți critici francezi de după Primul Război Mondial.

## Activitate
Inițial a studiat pedagogia, dar nu a reușit să fie angajat din pricina bâlbâielii. În timpul celui de Al Doilea Război Mondial înființează un club de film unde sunt proiectate producții cenzurate de guvernul francez. După război, scrie recenzii pentru Le Parisien libéré și alte publicații periodice. Din 1947 începe să publice sub nume propriu (La revue de cinéma). Împreună cu Jacques Doniol-Valcroze lansează în 1951 Les cahiers du cinéma, devenită una dintre cele mai importante publicații europene din domeniu.
Bazin era interesat de tehnicile și genurile filmice care favorizează realismul; aprecia filmele științifice drept o bună exemplificare pentru obținerea unei realități obiective. Criticul a avut contribuții importante la teoria cinematografului de autor, inspirându-i pe creatorii Noului val francez (finele anilor 1950 și anii 1960). În acest sens, i-a format ca critici de film pe viitorii regizori François Truffaut, Claude Chabrol, Eric Rohmer etc.; unii dintre aceștia au fost colaboratori la Cahiers du cinéma.
Truffaut scria despre Bazin: „timp de cincisprezece ani a fost cel mai bun critic de film, mai bine zis scriitor de film, deoarece Bazin mai degrabă analiza și descria filmele decât să le judece (...) El era logica în acțiune, un om al rațiunii pure, un minunat dialectician”.

## Viața personală
A fost soțul producătoarei de film Janine Bazin.

## Lucrări
- Qu'est-ce que le cinéma? (1958–1962, patru volume)
O versiune prescurtată a cărții a fost tradusă în limba română sub titlul „Ce este cinematograful?” și a apărut în 1968 la Editura Meridiane.